# Нинџа Скрол
Нинџа Скрол (енгл. Ninja Scroll, јап. 獣兵衛忍風帖, Jūbee Ninpūchō) је јапански аниме акциони трилер. Радња се одвија у феудалном Јапану. Написао га је и режирао Јошијаки Кавађири, који је пре тога режирао трилер Уврнути град (енгл. Wicked City, јап. Yōjū Toshi). Ликове је дизајнирао Јутака Минова. Филм припада Ninpōchō (scroll — замотуљак од пергамента; списак имена) серији, нинџа новелама Футара Јамаде. Главни лик, Јубеи Кибагами је креиран по угледу на самураја, древног јапанског националног хероја Јагјуа Јубеија.
Филм је премијерно приказан 5. јуна 1993. а верзија не енглеском је приказана 6. децембра 1996. Филм је негде објављен и као Јубеи Скрол: Мемоари нинџе ветра (Jubei Ninpucho: The Wind Ninja Chronicles). Дистрибутер за Северну Америку је компанија Manga Entertainment.
Нинџа Скрол је освојио Citizen's Award 1993. године на Јубари интернационалном фестивалу анимираног филма (Yubari International Fantastic Film Festival). Овај филм је један од најпопуларнијих јапанских анимеа ван Јапана, као што су Акира или Дух у оклопу (Ghost in the Shell).